# Gereza czarna
Gereza czarna, gereza szatanka (Colobus satanas) – gatunek ssaka naczelnego z podrodziny gerez (Colobinae) w obrębie rodziny koczkodanowatych (Cercopithecidae). 

## Zasięg występowania
Gereza czarna występuje w zachodniej Afryce zamieszkując w zależności od podgatunku:
- C. satanas satanas – gereza czarna – wyspa Bioko, Gwinea Równikowa.
- C. satanas anthracinus – gereza antracytowa – południowo-zachodni i wschodni Kamerun (na południe od rzeki Sanaga i na wschód aż do regionów Batouri i Lomié), Gwinea Równikowa, zachodni i środkowy Gabon (w głąb lądu do Parku Narodowego Lopé i z niepotwierdzonymi doniesieniami o rzadkich populacjach na wschód od rzek Ogowe i Ivindo), i zachodnie Kongo; być może północno-zachodnia Angola (Kabinda).

## Taksonomia
Gatunek po raz pierwszy naukowo opisał w 1838 roku brytyjski zoolog George Robert Waterhouse nadając mu nazwę Colobus satanas. Holotyp pochodził z wyspy Bioko, w Gwinei Równikowej. 
Istnieje bardzo niewielka zewnętrzna różnica między dwoma podgatunkami C. satanas. Autorzy Illustrated Checklist of the Mammals of the World rozpoznają dwa podgatunki.

### Etymologia
- Colobus: gr. κολοβος kolobos „ograniczony, okaleczony”; dżelada białobroda posiada szczątkowy kciuk[13].
- satanas: w judaizmie Szatan (gr. Σατανας Satanas) był jednym z aniołów, który zbuntował się przeciwko Bogu[14].
- anthracinus: łac. anthracinus „czarny jak węgiel, antracytowy”, od ανθρακινος anthrakinos „z węgla drzewnego”, od ανθραξ anthrax, ανθρακος anthrakos „węgiel”[15].

## Morfologia
Długość ciała (bez ogona) 50–77 cm, długość ogona około 80 cm; masa ciała samic 10–11 kg, samców 10–15 kg. Przedstawiciele tego gatunku są w całości pokryci długim, czarnym futrem. Charakterystyczne są też długie palce oraz ogon. Tak jak inne gerezy, gerezy czarne pozbawione są kciuka.  

## Ekologia
Biotop: Nizinne lasy deszczowe.
Tryb życia: Gerezy czarne żyją w grupach składających się zazwyczaj z jednego dorosłego samca, samic rozpłodowych i ich potomstwa. Są gatunkiem terytorialnym. Na wolności żyją około 20 lat.
Pokarm: Głównym składnikiem diety przedstawicieli tego gatunku są liście i nasiona. Czasem jedzą też owoce i kwiaty. Gerezy czarne zazwyczaj jedzą na ziemi.
Rozród: Ciąża trwa około 200 dni, a młode osiągają dojrzałość płciową w wieku około 4-6 lat. W jednym miocie występuje zazwyczaj jedno młode. Młode rodzą się z brązowym futrem, co odróżnia je od innych gatunków gerez.

## Ochrona
Gerezy czarne są bardzo wrażliwe na zniszczenia powstałe w wyniku wyrębu lasów, co stale przyczynia się do spadku ich liczebności. Przez wiele lat ludzie polowali na nie dla futra i mięsa. Obecnie jest to jeden z dziesięciu najbardziej zagrożonych gatunków naczelnych w Afryce. Status zagrożenia według IUCN w zależności od podgatunku:
- C. s. satanas satanas – status: CR[18]
- C. s. anthracinus – status: VU[19]